# Уряд Нігерії
Уряд Нігерії — вищий орган виконавчої влади Нігерії.

## Голова уряду
- Президент — Мухаммаду Бахарі (англ. Muhammadu Buhari).
- Віце-президент — Олуємі Осінбаджо (англ. Oluyemi "Yemi" Osinbajo).

## Кабінет міністрів
Склад чинного уряду подано станом на 16 листопада 2015 року.
| Логотип | Міністерство                                       | Міністр                                           | Фото | Час на посаді | Час на посаді | Партія | Партія | Вебсайт |
| ------- | -------------------------------------------------- | ------------------------------------------------- | ---- | ------------- | ------------- | ------ | ------ | ------- |
|         | Міністерство бюджетуі національного планування     | Удо Удома (Udo Udoma)                             |      |               |               |        |        |         |
|         | Міністерство внутрішніх справ                      | Абдулрахман Дамбазау (Abdulrahman Dambazau)       |      |               |               |        |        |         |
|         | Міністерство водних ресурсів                       | Сулейман Адаму (Suleiman Adamu)                   |      |               |               |        |        |         |
|         | Міністерство дельти Нігеру                         | Усані Усані Угуру (Usani Usani Uguru)             |      |               |               |        |        |         |
|         | Міністерство екології                              | Аміна Момаммед (Amina Mohammed)                   |      |               |               |        |        |         |
|         | Міністерство енергетики, комунальних служб і житла | Бабатунде Фашола (Babatunde Fashola)              |      |               |               |        |        |         |
|         | Міністерство зв'язку                               | Адебайо Шітту (Adebayo Shittu)                    |      |               |               |        |        |         |
|         | Міністерство закордонних справ                     | Джоффрі Оніема (Geoffrey Onyeama)                 |      |               |               |        |        |         |
|         | Міністерство інформації                            | Лай Мохаммед (Lai Mohammed)                       |      |               |               |        |        |         |
|         | Міністерство молоді та спорту                      | Соломон Далонг (Solomon Dalong)                   |      |               |               |        |        |         |
|         | Міністерство мінеральних ресурсів                  | Джон Олукайоде Фаємі (John Olukayode Fayemi)      |      |               |               |        |        |         |
|         | Міністерство науки і технології                    | Огбонная Ону (Ogbonnaya Onu)                      |      |               |               |        |        |         |
|         | Міністерство нафти                                 | Мухаммаду Бухарі (Muhammadu Buhari)               |      |               |               |        |        |         |
|         | Міністерство оборони                               | Мансур Мохаммед Дан-Алі (Mansur Mohammed Dan-Ali) |      |               |               |        |        |         |
|         | Міністерство освіти                                | Адаму Адаму (Adamu Adamu)                         |      |               |               |        |        |         |
|         | Міністерство охорони здоров'я                      | Ісаак Адеволе (Isaac Adewole)                     |      |               |               |        |        |         |
|         | Міністерство праці та зайнятості                   | Кріс Нгіге (Chris Ngige)                          |      |               |               |        |        |         |
|         | Міністерство промисловості, торгівлі та інвестицій | Окечукву Енеламах (Okechukwu Enelamah)            |      |               |               |        |        |         |
|         | Міністерство сільського господарства і розвитку    | Ауду Огбех (Audu Ogbeh)                           |      |               |               |        |        |         |
|         | Міністерство транспорту                            | Ротімі Амечі (Rotimi Amaechi)                     |      |               |               |        |        |         |
|         | Міністерство у справах жінок                       | Аїша Джумай Альхассан (Aisha Jumai Alhassan)      |      |               |               |        |        |         |
|         | Міністерство федеральної столичної території       | Мохаммед Муса Белло (Mohammed Musa Bello)         |      |               |               |        |        |         |
|         | Міністерство фінансів                              | Кемі Адеосун (Kemi Adeosun)                       |      |               |               |        |        |         |
|         | Міністерство юстиції                               | Абубакар Маламі (Abubakar Malami)                 |      |               |               |        |        |         |